# Archaereta dorsivittella
Archaereta dorsivittella är en fjärilsart som beskrevs av Walker 1863. Archaereta dorsivittella ingår i släktet Archaereta och familjen praktmalar, Oecophoridae. Inga underarter finns listade i Catalogue of Life.